# Clube 15 de Novembro
Clube 15 de Novembro este o echipă de fotbal din  Campo Bom, Rio Grande do Sul, Brazilia. 